# エーゲ海 (the AEGEAN SEA)
『エーゲ海 (the AEGEAN SEA)』（エーゲかい ザ・エイゲアン・シー）は、1979年6月1日にリリースされたCBS/SONY SOUND IMAGE SERIESの3枚目のオムニバス・アルバム。

## 解説
- エーゲ海をモチーフに、松任谷正隆、細野晴臣、石川鷹彦の3人が書き下ろしたインストゥルメンタル曲を中心に構成。
- ティン・パン・アレイ、YMO人脈のミュージシャンが参加。

## 収録曲
1. エージアン・ファンタジー　魅せられて～アイランド・ガール (6:47)
作曲：筒美京平（魅せられて）、松任谷正隆（アイランド・ガール） 編曲：松任谷正隆
2. アトランティス (3:02)
作曲・編曲：石川鷹彦
3. レゲ・エーゲ・ウーマン (3:58)
作曲・編曲：細野晴臣
4. ミコノスの花嫁 (3:58)
作曲・編曲：細野晴臣
5. イマージュ (6:53)
作曲・編曲：松任谷正隆
6. 波間の薔薇 (5:22)
作曲・編曲：松任谷正隆
7. デイ・ブレイク (4:22)
作曲・編曲：石川鷹彦
8. アプロディーテの嘆き (3:55)
作曲・編曲：石川鷹彦

## クレジット

### エージアン・ファンタジー
- Drums : 村上秀一
- Bass : 高水健司
- Guitar : 今剛
- Keyboards : 松任谷正隆
- Percussion : ペッカー
- 東京マンドリンアンサンブル : 竹内郁子
- Storings : トマト
- Horn : 山田栄重
- Synthesizer Programmer : 松武秀樹
- Alto Sax ADLIB : ジェイク・H・コンセプション
- Acoustic Guitar ADLIB : 松原正樹

### アトランティス
- Drums : 島村英二
- Bass : 杉本和弥
- Guitars : 石川鷹彦
- Keyboards : 山田秀俊
- Percussion : 斉藤ノブ
- Storings : トマト

### レゲ・エーゲ・ウーマン
- Drums : 高橋ユキヒロ
- Bass,Keyboards : 細野晴臣
- Guitars : 椎名和夫
- Keyboards : 佐藤博
- Percussion : ペッカー

### ミコノスの花嫁
- Drums : 高橋ユキヒロ
- Bass,Keyboards : 細野晴臣
- Guitars : 椎名和夫
- Keyboards : 佐藤博
- Percussion : ペッカー

### イマージュ
- Drums : 村上秀一
- Bass : 高水健司
- Guitar : 今剛、松原正樹
- Folk Guitar : 吉川忠英
- Percussion : ペッカー
- Trumprt : 数原晋、岸義和、中西丈男
- Tromborn : 新井英二、平内保夫
- Bass Tromborn : 岡田澄雄、杉本勝行
- Synthesizer Programmer : 松武秀樹
- Guitar ADLIB : 今剛
- Flute ADLIB : ジェイク・H・コンセプション

### 波間の薔薇
- Drums : 村上秀一
- Bass : 高水健司
- Guitar : 今剛
- Keyboards,Acoustic Piano ADLIB : 松任谷正隆
- Percussion : ペッカー
- Flute Picolo : 衛藤幸雄
- Flugel Horn :
- Horn : 山田栄重
- Storings : トマト
- Synthesizer Programmer : 松武秀樹
- Flute ADLIB : ジェイク・H・コンセプション

### デイ・ブレイク
- Drums : 島村英二
- Bass : 杉本和弥
- Folk Guitar : 石川鷹彦
- Keyboards : 山田秀俊
- Percussions : 斉藤ノブ
- Harp : 山川恵子
- Storings : トマト

### アプロディーテの嘆き
- Folk Guitar : 石川鷹彦
- Keyboards : 山田秀俊
- Harp : 山川恵子

### スタッフ
- Director : 橋本伸一
- Enginner : 前島祐一、冨田哲郎
- Associate Enginner : 高松幹太
- Mastering Enginner : 谷口英二
- Designer : 山口充